# Troglohyphantes furcifer
Troglohyphantes furcifer là một loài nhện trong họ Linyphiidae.
Loài này thuộc chi Troglohyphantes. Troglohyphantes furcifer được Eugène Simon miêu tả năm 1884.